# 蒙古國歷史
今日蒙古為一個联合国成员國，國名為蒙古國，介绍现代蒙古国地域内的历史。
蒙古国在清朝時期稱為外蒙古。辛亥革命後，外蒙古独立，1924年苏联援助下蒙古人民共和国成立，成為蘇聯的衛星國，1945年外蒙古獨立公民投票后獲得中華民國政府的承認。
东欧剧变後，蘇聯放棄對其衛星國的控制，1989年，蘇軍撤離蒙古。1990年，蒙古發生民主革命，要求共產主義政權下臺。蒙古人民革命黨宣佈開放黨禁，修訂憲法，刪除一黨專政條文。同年，蒙古國歷史上舉行首次自由選舉。

## 外蒙古独立
- 1921年，蒙古人民革命党在苏联红军的帮助下建立“人民革命政权”（博克多格根成为名义上的立宪君主）。

## 蒙古人民共和国
- 1924年宣布废除君主立宪制（同年博克多格根駕崩），成立蒙古人民共和国，定都库伦，改城名为乌兰巴托。
- 1932年4月至11月，库苏古尔省爆发武装起义，反对蒙古人民革命党及苏联布尔什维克的牧业集体化和阶级斗争政策引起的起义，起义后扩散至后杭爱省、前杭爱省、扎布汗省。
- 1937年，在霍尔洛·乔巴山的领导下，蒙古爆发了大镇压，持续到1939年，党和政府、军队、僧人当中有两到三万人被杀，占当时外蒙古人口的百分之二到百分之三。
- 1945年雅尔塔会议后，中華民國曾和蘇聯簽訂了《中蘇友好同盟條約》，同意蒙古进行公民投票决定前途。1946年1月正式承认其独立。
- 1961年，蒙古人民共和国成为联合国会员国。
- 1960年代，中苏交恶，苏联曾在蒙古驻扎大批军队。

## 蒙古国
- 1992年2月12日放弃社会主义，推行多黨制民主，实行有总统的议会制。[2]新宪法当日生效，国名改称为“蒙古国”。同年，蒙古人民革命党贏得了另一輪議會選舉。 新憲法還規定，總統將通過民眾投票而不是像以前一樣通過立法機關選出。 時任奥其尔巴特成為蒙古第一位獲得1993年蒙古總統大選的當選總統，獲得三分之二的選票，人民革命党在其歷史上首次被擊敗。
- 在1996年的蒙古議會選舉中，由额勒贝格道尔吉共同領導的民主黨贏得了大呼拉尔選舉。人民革命党候選人巴嘎班迪於1997年當選為總統，並於2001年再次當選。
- 在2009年蒙古總統選舉中，民主黨候選人额勒贝格道尔吉擊敗了人民党候選人現任總統恩赫巴亚尔。2012年1月，民主黨決定在6月即將舉行的議會選舉之前離開聯合政府。 繼民主黨在2009年總統大選中獲勝後，2012年議會選舉民主黨獲勝。2012年首都地方選舉，省，地區蒙古人民黨（前人民革命党）在該國歷史上首次被擊敗。 2013年蒙古總統選舉中，民主黨候選人現任總統查希查希亚·额勒贝格道尔吉獲勝。
- 伴隨著礦產開發，經濟發展迅速，2011年經濟成長率一度達17%，高居世界第一。
- 2015年后蒙古国面临极其严峻的经济形势。受世界经济不景气影响，国际大宗商品市场价格持续走低，高度依赖矿产品出口的蒙古国经济受到严重打击，再加上蒙古国内政治斗争不断及经济政策调整失误，导致蒙古国经济增长指数、对外贸易、投资全面下滑，外商投资锐减，财政赤字巨大、债务高企。2016年国家大呼拉尔选举中蒙古人民黨获壓倒性大勝，取得国家大呼拉尔76席中的65席，重返執政。
- 2017年7月8日，蒙古国总选举委员会公布最终计票结果，民主党总统候选人哈勒特马·巴特图勒嘎在第二轮投票中以明显优势获胜，当选总统。[3]
- 2022年蒙古國示威，抗議政府貪腐及高通胀和要求當局解散國會，同時要求政府徹查一起涉及約44兆圖格里克（約合128億美元）的煤炭業貪腐案。